# 科馬特克 (亞利桑那州)
科馬特克（英語：Komatke）是位於美國亞利桑那州馬里科帕縣的一個人口普查指定地區。根據2010年美國人口普查，該地人口為821人，而該地的面積約為5.80平方千米。

## 地理
科馬特克的座標為33°17′32″N 112°09′39″W / 33.29222°N 112.16083°W，而該地最高點為海拔高度315米（即1033英尺）。